# Elección presidencial de Alemania Occidental de 1959
Una elección presidencial indirecta se celebró en Alemania Occidental el 1 de julio de 1959. Por primera vez el presidente en ejercicio, Theodor Heuss, no podía presentarse  para la reelección. Previo a la elección, el canciller Konrad Adenauer declaró inicialmente su candidatura, pero luego se retiró por razones políticas. La Union Demócrata Cristiana nominó entonces a Heinrich Lübke. Los social-demócratas nominaron a Carlo Schmid. El Partido Democrático Libre nominó a  Max Becker. Al igual que la primera elección presidencial realizada diez años antes, se llevaron a cabo dos rondas para determinar un ganador. Heinrich Lübke cayó por dos votos por debajo de la mayoría absoluta en la primera ronda, ganando las elecciones con 526 votos en la segunda, siendo elegido.

## Composición de la Asamblea Federal[1]
El Presidente es elegido por la Asamblea Federal integrada por todos los miembros del Bundestag y un número igual de delegados en representación de los estados. Estos se dividen proporcionalmente según la población de cada estado, y la delegación de cada estado se divide entre los partidos políticos representados en su parlamento a fin de reflejar las proporciones partidistas en el parlamento.
| Por Partido        | Por Partido | Por Partido | Por Estado                  | Por Estado |
| Partido            | Partido     | Miembros    | Estado                      | Miembros   |
| ------------------ | ----------- | ----------- | --------------------------- | ---------- |
|                    | CDU/CSU     | 517         | Bundestag                   | 519        |
|                    | SPD         | 386         | Baden-Württemberg           | 70         |
|                    | FDP         | 82          | Baviera                     | 88         |
|                    | DP          | 24          | Berlín                      | 21         |
|                    | GB/BHE      | 20          | Bremen                      | 6          |
|                    | BP          | 6           | Hamburg                     | 17         |
|                    | DPS*        | 3           | Hesse                       | 44         |
| Total              | Total       | 1038        | Baja Sajonia                | 62         |
|                    |             |             | Renania del Norte-Westfalia | 147        |
| Renania-Palatinado | 32          |             |                             |            |
| Saarland           | 10          |             |                             |            |
| Schleswig-Holstein | 22          |             |                             |            |
| Total              | 1038        |             |                             |            |

*El Demokratische Partei Saar (DPS) era la rama estatal en Sarre del FDP.

## Resultados[2]
| Heinrich Lübke                                                                   | CDU/CSU, DP                 | 517   | 49.8 | 536   | 50.7 |
| Carlo Schmid                                                                     | SPD                         | 385   | 37.1 | 386   | 37.2 |
| Max Becker                                                                       | FDP                         | 104   | 10.0 | 99    | 9.5  |
| Votos en blanco                                                                  | Votos en blanco             | 25    | 2.4  | 22    | 2.1  |
| Votos inválidos                                                                  | Votos inválidos             | 0     | 0    | 0     | 0    |
| Electores que no sufragaron                                                      | Electores que no sufragaron | 7     | 0.7  | 5     | 0.5  |
| Total                                                                            | Total                       | 1,031 | 99.3 | 1,033 | 99.5 |
| Con estos resultados, Heinrich Lübke fue elegido Presidente Federal de Alemania. |                             |       |      |       |      |